# Étienne Louis Geoffroy

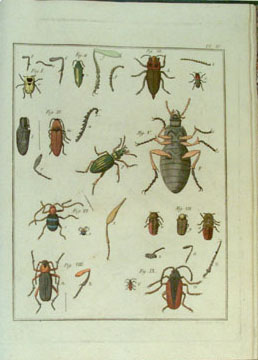
Histoire abrégée des Insectes qui se trouvent aux environs de Paris

Étienne-Louis Geoffroy (12 d'octubre 1725 París - 12 d'agost 1810 Chéry-Chartreuve, Aisne) fou un entomòleg i farmacèutic francès, que va pertànyer a una família parisenca d'apotecaris des del segle xvi, tres dels quals eren consellers municipals. El seu pare Étienne-François (1672-1731) és un dels metges més famosos de Lluís XIV i Lluís XV com a professor de química al jardí del rei, acadèmic de ciències, membre de la Royal Society i autor d'un tractat de matèria mèdica, pel qual es va convertir pòstumament en un dels principals autors del Còdex de 1732.

## Biografia
Després d'estudiar amb jansenistes com Charles Coffin al col·legi de Beauvais, es va matricular a la Facultat de Medicina i es va graduar el 1748. Continuant la seua formació a hospitals amb Louis-Claude Bourdelin, després va exercir el seu art a París, declina per a disposar del seu temps, successivament un lloc a l'acadèmia de ciències i després la plaça de professor de medicina al Col·legi Reial de França que Astruc li va reservar. D'altra banda, esdevingut doctor-regent (professor de la Facultat de Medicina) va ser elegit des del seu inici com a membre de la Reial Societat de Medicina el 1776 al costat de Vicq d'Azyr, Jussieu, Lorry o Poissonnier i va participar en les seues obres.
Va escriure un poema llatí sobre la higiene que és principalment un exercici d'estil. Els seus treballs d'anatomia comparativa sobre l'òrgan de l'oïda en la creixent complexitat dels canals i dels canals semicirculars en peixos, rèptils i humans només tenen valor en la història de la ciència. D'altra banda, els dos volums de la seua història abreviada dels insectes del 1762 conserven tota la seua importància en entomologia: va introduir el caràcter del nombre d'articulacions dels tarsos per a la distinció dels gèneres de coleòpters, una de les bases de la taxonomia d'aquest ordre fins al segle xx. El seu tractat de petxines de 1767 no deixa de ser una publicació que fa honor a la seua memòria. Sempre seguint la nomenclatura binomial de Carl von Linné.
Geoffroy va ser l'autor de l'Histoire abrégée des Insectes qui se trouvent aux environs de Paris. París: Durand Vol. 1 8 + 523 pp. 10 pls (1762) i coautor amb Antoine François de l'Entomologia Parisiensis, sive, Catalogus insectorum quae in agro Parisiensi reperiuntur... (1785).

## Obra
- Hygiène, ou Art de conserver la santé, poème latin d'Étienne-Louis Geoffroi (1839)
- Histoire abrégée des insectes, dans laquelle ces animaux sont rangés suivant un ordre méthodique (1800)
- Manuel de médecine pratique, ouvrage élémentaire auquel on a joint quelques formules (1800)
- Histoire abrégée des insectes (1798)
- Histoire abrégée des insectes (1798)
- Mémoires sur les bandages propres à retenir les hernies, on s'examina amb detall els defectes que impedeixen complir la seua finalitat (1778)
- Dissertation sur l'organe de l'ouïe 1° de l'homme, 2° des reptiles, 3° des poissons (1778)
- L'Hygieine, ou l'Art de conserver la santé, amb poesia en llatí del propi Geoffroy (1774)
- Hygieine, sive Ars sanitatem conservandi (1771)
- Traité sommaire des coquilles, tant fluviatiles que terrestres, qui se trouvent aux environs de Paris (1767)
- Histoire abregée des insectes qui se trouvent aux environs de Paris (1762)
- Catalogue raisonné des minéraux, coquilles et autres curiosités naturelles contenues dans le cabinet de feu M. (1753)
- Histoire abrégée des insectes, dans laquelle ces animaux sont rangés suivant un ordre méthodique (19??)[1]

## Abreviació zoològica
L'abreviatura Geoffroy s'empra per a indicar a Étienne Louis Geoffroy com a autoritat en la descripció i taxonomia en zoologia.